# Broussaisia arguta
Broussaisia es un género monotípico de plantas perennes pedrteneciente a la familia  Hydrangeaceae. Su única especie, Broussaisia arguta, con el nombre común de kanawao, es originaria de Hawái.

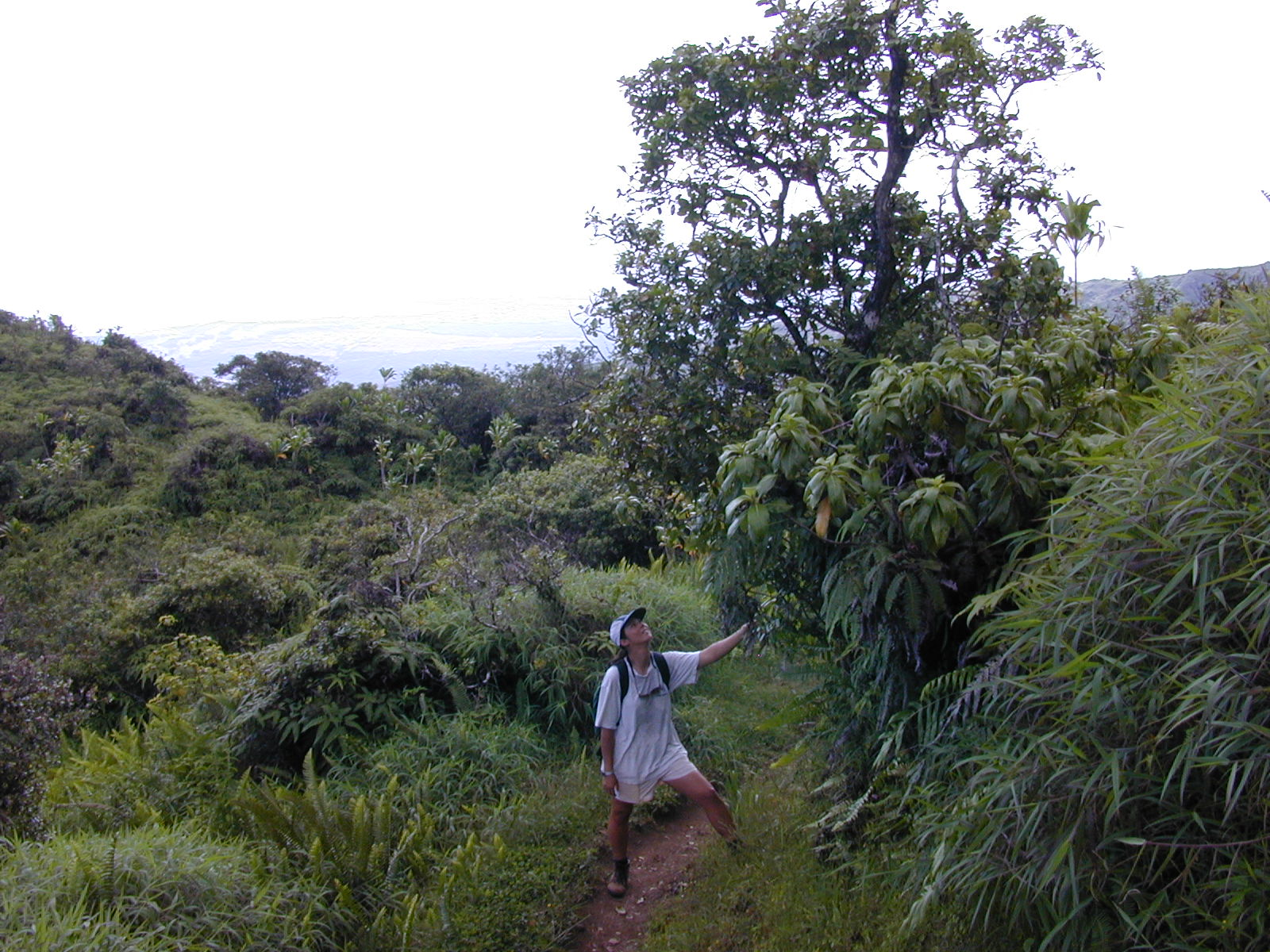
Vista de la planta

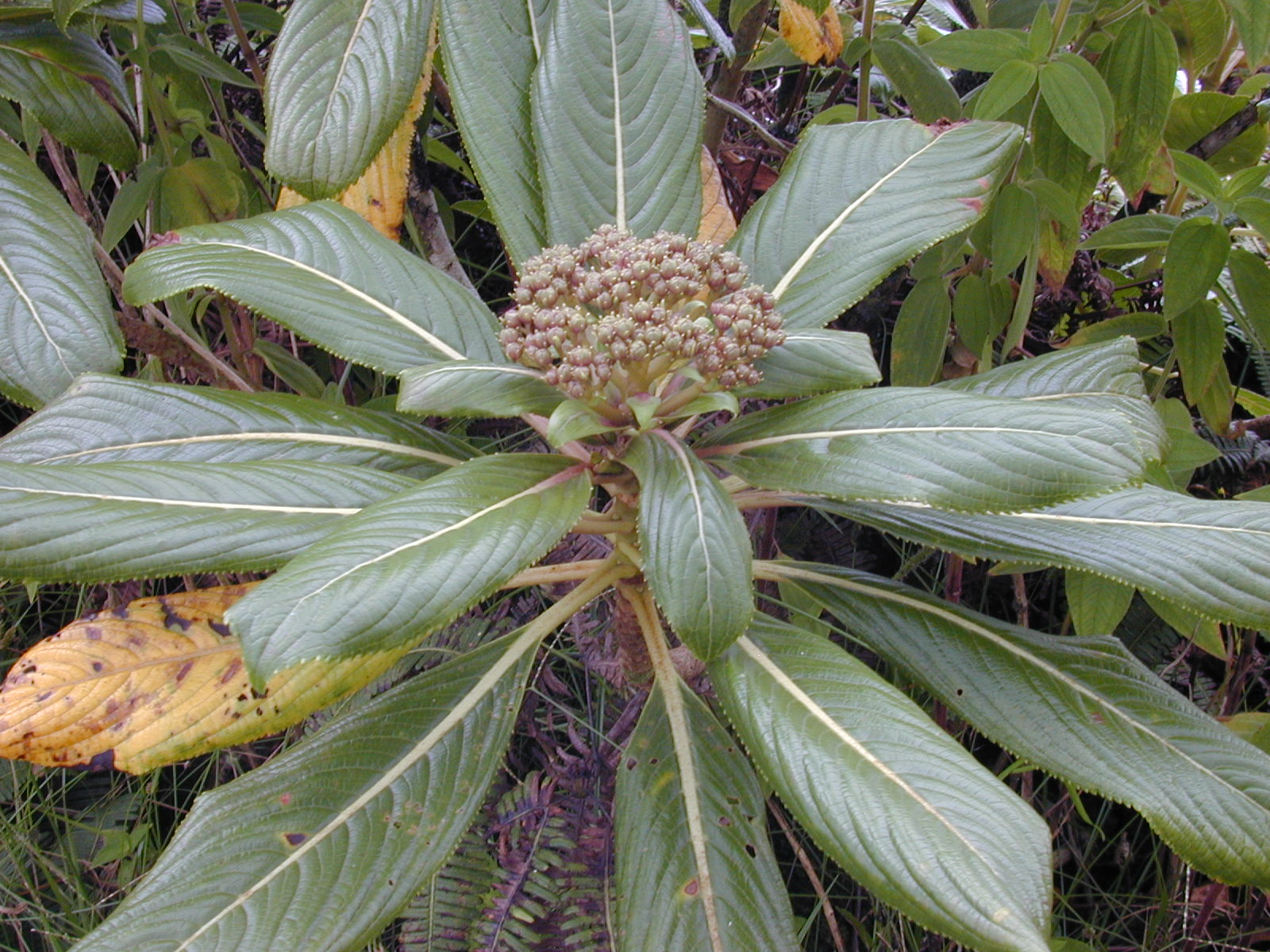
Detalle de la planta

## Descripción
Kanawao es una especie que se encuentra en los bosques húmedos de todas las principales Islas de Hawái. Se trata de una planta dioica, con hojas perennes la planta  crece hasta los 1,5-3 m de longitud como arbusto o hasta los 6 metros como árbol. Las hojas son obovadas  de 10-25 centímetros de largo y 4-9 centímetros de ancho con márgenes finamente aserrados.

## Taxonomía
Broussaisia arguta fue descrita por Charles Gaudichaud-Beaupré y publicado en Voyage autour du monde, entrepris par ordre du roi, . . . éxécuté sur les corvettes de S. M. l'Uranie et la Physicienne, pendant les années 1817, 1818, 1819 et 1820; . . . Botanique 479, t. 69. 1830.
Sinonimia
- Broussaisia arguta f. glabra Fosberg
- Broussaisia arguta f. oppositifolia Fosberg
- Broussaisia arguta f. pellucida (Gaudich.) Fosberg
- Broussaisia arguta f. ternata H.St.John
- Broussaisia pellucida Gaudich.